# Kiryśnik czarnoplamy
Kiryśnik czarnoplamy (Megalechis thoracata), opisywany wcześniej pod nazwą Hoplosternum thoracatum – kirys czarnoplamy – gatunek ryby z rodziny kiryskowatych (Callichthyidae). Często pielęgnowany w akwariach.

## Występowanie
Ameryka Południowa – w dorzeczach Amazonki, Orinoko, rzeki Paragwaj oraz w rzekach wybrzeża Gujany i północnej Brazylii. Występuje w  zamulonych i słabo oświetlonych odcinkach rzek.

## Charakterystyka
Ciało wydłużone, dołem spłaszczone, masywne, pokryte cętkami, mały otwór gębowy w dolnej części pyska, dwie pary wąsików. Długość około 12 (w małych akwariach, w większych dorasta do 20) cm. Oddychają jelitowo.

## Warunki w akwarium
| Zalecane warunki w akwarium | Zalecane warunki w akwarium             |
| --------------------------- | --------------------------------------- |
| Zbiornik                    | 140 litrów                              |
| Temperatura wody            | 20–26 °C                                |
| Twardość wody               | woda miękka do średnio twardej, 4–12 °n |
| Skala pH                    | 6–8                                     |
| pokarm                      |                                         |
| Uwagi                       |                                         |

## Warunki hodowlane
Ryby spokojne, ruchliwe. Zalecane trzymanie kilku osobników. Jedynie starsze osobniki wykazują niewielką agresję wobec innych przydennych ryb potrącając je bokiem ciała.

## Rozmnażanie
Samiec buduje gniazdo z piany na powierzchni wody, gdzie samica składa ikrę. Liczba jaj waha się od 700 do 800 sztuk. Czasami zestresowany samiec zjada ikrę, jednak zwykle troskliwie się nią opiekuje. Wychów narybku wygląda podobnie jak u spokrewnionych z nim kirysków.